# Stigmella maya
Stigmella maya (лат.) — вид молей-малюток рода Stigmella (Nepticulinae) из семейства Nepticulidae.
Центральная Америка: Мексика, Юкатан. Низинные прибрежные леса. Один из самых мелких представителей всего отряда бабочек. Длина передних крыльев самок 1,3—1,4 мм (у самцов 1,4—1,5 мм), размах — 2,8—3,0 мм (у самцов — 3,04—3,27). Цвет серовато-чёрный (на передних крыльях посередине небольшая белая полоса). Гусеницы (зелёного цвета) в ноябре и декабре минируют листья растений вида Karwinskia humboldtiana (Крушиновые). Название S. maya дано в честь индейцев майя.